# Discovery world cruises
Voyages of discovery ou Discovery world cruises est une société britannique appartenant au group XL Leisure Group. La société est propriétaire et armateur de navires de croisière.
Elle exploite actuellement, entre autres, le Mv Discovery, pour des croisières dans le monde entier.